# Teodora Alexandrina de Almeida Pais Castelo Branco
Teodora Alexandrina de Almeida Pais Castelo Branco (Penamacor, Santa Maria (hoje parte de Penamacor), c. 1809? - Covilhã, Dominguizo, Rua do Cabeço, Casa do Espírito Santo, 3 de Julho de 1889), 1.ª Viscondessa de Dominguizo (em grafia antiga Dominguiso), foi uma empresária agrícola e filantropa portuguesa.

## Família
Filha do Dr. Hermenegildo António de Almeida (Covilhã, Barco, c. 1764 - Fundão, Telhado, 7 de Fevereiro de 1827), Médico e Proprietário, e de sua mulher (1785) Angélica Leonor de Lima Leal Pais Castelo Branco (Fundão, Telhado, c. 1785 - Fundão, Telhado, 22 de Março de 1825), Proprietária. Irmã de Maria Bernarda de Jesus de Almeida Castelo Branco (Penamacor, Santa Maria (hoje parte de Penamacor), c. 1811 - ?), que teve uma filha natural de Bernardo de Almeida Lemos, e de Francisco Xavier Pais Castelo Branco, casado primeira vez a 3 de Fevereiro de 1854 com Ana Carolina dos Santos, viúva de José Alves Furtado, e casado segunda vez com Maria José de Lima.
Na base desta família, Silvestre João Pais Castelo Branco, riquíssimo Proprietário da terra de Dominguizo, que muitos apelidavam de "Dono do Dominguiso". Chega a dizer-se que este abastado nobre "ia de casa ao Fundão por terras só dele". Deixou tudo a uma sobrinha solitária, que as teria de deixar aos seus sobrinhos.

## Biografia
Proprietária, beneficiária, protectora dos pobres e das crianças órfãs e abandonadas.
Teve esta mercê, que lhe fora concedida "querendo perpetuar em D. Theorora Alexandrina d' Almeida Paes Castello-Branco a memoria dos valiosos serviços, que seu fallecido marido José Augusto Castello Branco prestára a favôr da causa da liberdade; e Attendendo aos merecimentos, e qualidades que concorrem na sua pessôa, e não menos as provas de exemplar caridade, que acaba de dar pela offerta de um valioso donativo ao Asylo districtal de Infancia desvalida de Castello Branco, concorrendo além disto para alguns melhoramentos de reconhecida utilidade publica" importantes que foram executados na dita cidade, grandes e generosas contribuições.
O título de 1.ª Viscondessa de Dominguizo, em sua vida, foi-lhe concedido por Decreto de 2 de Agosto e Carta de 7 de Setembro de 1871 de D. Luís I de Portugal.
Usou por Armas as concedidas a seu tio materno José Joaquim Antunes Leal Castelo Branco, escudo partido, a 1.ª Leal e a 2.ª de Castelo-Branco, sem timbre de Leal por ser mulher e com coroa de Viscondessa.
Faleceu sem Testamento e foi sepultada no Cemitério Público de Dominguizo.

## Casamento e descendência
Casou na Covilhã, Dominguizo, a 16 de Janeiro de 1833 com seu primo-irmão José Augusto de Oliveira de Lima Pais Castelo Branco (Covilhã, Dominguizo - ?), 2.º Senhor da Casa do Espírito Santo, magnífico Solar brasonado e conhecido como o Palácio da Viscondessa, casa sem número da Rua do Cabeço, em Dominguizo, Covilhã, uma das mais importantes construções da Freguesia, que ostenta uma Pedra de Armas com Brasão partido de Leal e de Castelo Branco com timbre de Leal, que haviam sido atribuídas com um farpão de ouro por diferença por Carta a seu tio materno José Joaquim Antunes Leal Castelo Branco, filho do Dr. Manuel António de Lima Leal Pais Castelo Branco ou Leal de Lima Preto Castelo Branco ou Preto de Lima Castelo Branco ou Preto Leal Castelo Branco, 1.º Senhor da Casa do Espírito Santo, e de sua mulher Joaquina Bárbara/Maria de Oliveira, do qual teve uma filha e dois filhos: 
- Maria Augusta Pais Castelo Branco (Fundão, Telhado, 23 de Outubro de 1833[7] - depois de 3 de Julho de 1889), 3.ª Senhora da Casa do Espírito Santo, Representante do Título de Viscondessa de Dominguizo, casada com José Vicente Boavida (13 de Janeiro de 1829 - Covilhã, Dominguiso, 31 de Outubro de 1903), Bacharel em Direito pela Faculdade de Direito da Universidade de Coimbra em 1852, Maçon, Vereador da Câmara Municipal do Fundão, Provedor da Santa Casa da Misericórdia de Alpedrinha e Recebedor das Comarcas da Ribeira Grande, de Mértola e Évora, com geração extinta; o seu último descendente, António Manuel Castelo Branco das Neves, razão pela qual a Casa de Dominguizo ficou também conhecida por Casa Neves, Cientista, que em Monarquia seria Representante do Título de Viscondessa de Dominguizo, casado com uma Espanhola, sem geração, legou todos os seus bens ao Instituto Jesus-Maria-José, que converteu o Palácio no Infantário do Dominguizo
- José Augusto Pais Castelo Branco (Fundão, Telhado, 7 de Agosto de 1837[8] - Covilhã, Dominguizo, 2 de Fevereiro de 1908), solteiro e sem geração
- João Augusto Pais Castelo Branco (Fundão, Telhado, 10 de Março de 1839[9] - antes de 3 de Julho de 1889), Fidalgo Cavaleiro da Casa Real por Alvará de D. Luís I de Portugal de 12 de Novembro de 1862[10], solteiro e sem geração
- Maria José de Lima Pais Castelo Branco (Covilhã, Dominguizo, 1 de Julho de 1861 - ?), casada com Francisco Xavier Pais, sem geração